# ATCコード D
ATCコード D（皮膚）は、解剖治療化学分類法（ATCコード）の分類の一つ。世界保健機関が割り当てた英数字のコード体系であり、医薬品その他の医療用品の分類を示す。
獣医学の分野で用いる場合は、ヒト用であるATCコードの先頭に文字Qを付加し、QD... のように表記する（ATCvetコード）。ATCvetコードのうち、ヒト用のATCコードに対応するものがない分類については、後述の一覧にてコード先頭に文字Qを明記して示す。
ATCコードで分類できないものがある場合は、内国レベルの事案に関して、世界保健機関が割り当てていない未使用コードを追加拡張して使用することが可能である。